# NGC 2497
NGC 2497 este o galaxie lenticulară situată în constelația Linxul. A fost descoperită în 18 martie 1790 de către William Herschel. Se află la o distanță de 114,51 megaparseci de Pământ.